# Viktor Böhm
Viktor Böhm (* 27. April 1926 in Böhmisch Röhren; † 15. Oktober 2014) war ein österreichischer Germanist.

## Leben
1949 legte er die Lehramtsprüfung in Deutsch und Geschichte ab und begann sein Probejahr. 1950 erweiterte er seine Lehrbefugnis durch das Fach Philosophie. Er war Lehrer in Stammersdorf und Stadlau und dann am Diefenbach-Gymnasium. 1977 wurde er Universitätslektor für Kinder- und Jugendliteratur im Institut für Germanistik an der Universität Wien.

## Schriften (Auswahl)
- Sprache und Kommunikation. Wien 1976, ISBN 3-8113-5928-2.
- Karl May und das Geheimnis seines Erfolges. Gütersloh 1979, ISBN 3-19-500374-0.
- Sprache und Sprachgebrauch. Ein Annäherungsversuch zwischen Linguistik und Selbstverständlichkeit. Wien 1986, ISBN 3-215-06264-X.
- Kinder- und Jugendliteratur in lebensweltlicher Sicht. Wien 1999, OCLC 633527060.